# Шумы России
Шумы России — российский музыкальный коллектив, основанный в 2001 году. Основным направлением творчества является электронная импровизационная шумовая музыка. В отличие от большинства подобных проектов важное место в музыкальных композициях занимает вокал. «Шумы России» ведут активную концертную деятельность. За годы работы они приняли участие в большом количестве фестивалей, как в России, так и за рубежом. Участники коллектива являются организаторами фестиваля некоммерческой музыки «Нойз vs. Гламур», концертов экспериментальной музыки «Секретные Собрания», а также звукозаписывающих лейблов ЭлектроИндустрия и New Orthodox Line.

## Участники
- Игорь Солнцев (1g0g) — композитор. В основе творчества лежит создание музыкальных коллажей из самых разнообразных звуков природного и техногенного происхождения (шум станков, собачий лай, шелест листвы, органные аккорды, звуки дождя, удары молотов, колокола).
- Денис Рылов (MC Prorok) — автор текстов и концептуальной составляющей коллектива. Методика создания текстов группы близка к техникам музыкального коллажирования. В них активно смешивается древние шумерские мифы, произведения современных авторов (Э. Ка-Спелл, Дэвид Тибет), инструкции по технике безопасности и пр.
- Анна Журко — экспериментальный вокал, звукоподражание, пластический театр (буто).
- Татьяна Парфенова — классический вокал.
- Артём (ММ) — гитара.

## Дискография

### Альбомы
- 2003 — «Невидимость и Труд», Biosonar, ЭлектроИндустрия
- 2004 — «ЭлектроЛето», ЭлектроИндустрия
- 2004 — 2006 — «Станковая Живопись. Этюды №1–5.», ЭлектроИндустрия
- 2006 — «Бешенство» ЭлектроИндустрия
- 2007 — «Мы Скорбим О Вас», ЭлектроИндустрия
- 2008 — «Невидимость и Труд», переиздание Qulture Production & Kaos Ex Machina
- 2009 — «Концерт в Турку. Финляндия», Qulture Production
- 2009 — «Experimental Structure», Zhelezobeton
- 2010 — «Смирение», ЭлектроИндустрия, Zhelezobeton, Aquarellist
- 2011 — «Концерт в мастерской скульптора А.Митенёва», ЭлектроИндустрия

### Совместные работы
- 2005 — «Cantigas de Santa Maria» Ольга Комок и Шумы России, Record One, ЭлектроИндустрия
- 2007 — «New Orthodox Line», Bardoseneticcube + Noises Of Russia, Some Place Else
- 2015 — «Theurgy», X3D5 x Noises Of Russia, Eternal Return Records, Zhelezobeton

### Сплиты
- 2007 — «Голоса Мёртвых» 1g0g & Юрий Элик  Zhelezobeton
- 2010 — «Cimeter and Water» A Challenge of Honour & Шумы России, ЭлектроИндустрия
- 2015 — «Khan Altay» 1g0g & 死者の餌
- 2015 — «Theurgy» X3D5 & Шумы России

### Сольные работы
- 2007 — 1g0g «Всем Святым» ЭлектроИндустрия
- 2008 — 1g0g «Покрый Мя От Всякого Зла» New Orthodox Line
- 2008 — 1g0g & Радой Яр «Полиелеи» New Orthodox Line
- 2009 — 1g0g «Тихий Куб»[2] HAZE Netlabel

### Участие в сборниках
- 2003 — «Трибьют Бориса Гребенщикова. Небо и земля. Часть 2. Земля», композиция «Деревня»
- 2005 — «Convergence», композиция «UT415» Fulldozer
- 2005 — «Thalamus II», композиция «Голоса Мёртвых», части I и II, kultFRONT
- 2005 — «…It Just Is (In Memoriam: John Balance)», композиция «Remote Viewer»
- 2005 — «Красный Квадрат», композиция «Сибирская язва», kultFRONT
- 2006 — «Нойз vs Гламур'06 in Finland»
- 2007 — «Roulette Russe pour un Peu de Caviar», композиция «Mission Monotone Russe en Constellation du Pegasus»
- 2007 — «My Own Wolf: A New Approach. A tribute to Ulver», композиция «Darling, didn't We Kill You?»
- 2007 — «Elektroanschlag Vol.4», композиция «Requiem»
- 2008 — «Rush For Black Celebration», композиция «Solitude In Society (Enjoy The Silence)» Monohromvision
- 2009 — «Mother Russia», Edda Grammofon
- 2009 — «the Krypt», композиция «Verschlusselt Weg Meines Herzens», Cunt Gang Entertainment
- 2009 — «Thalamus III», композиции «1g0g & Анна Журко», kultFRONT
- 2010 — «My Own Wolf: Trubute To Ulver» композиция Darling, Didn't We Kill You. Russia
- 2010 — «Трибьют Старуха Мха» композиция «Покой и Молчание. Погребальная»
- 2012 — «E:\music\Dark Ambient. Volume 1» композиция «Крест Ветра» GV Sound Netlabel
- 2014 — «Кипинолаярви Чум» композиция «130510 023118 00001» kultFRONT
- 2014 — «Inception» композиция «Live After Sanctions» Ignis Fatum
- 2015 — «Ivan The Terrible» tribute. Russia